# Hans Thoma
Hans Thoma (Bernau im Schwarzwald, 2 ottobre 1839 – Karlsruhe, 7 novembre 1924) è stato un pittore tedesco.

## Biografia
Studiò all'Accademia di Düsseldorf, dove si recò nel 1867. Nel 1868 a Parigi subì l'influenza di Gustave Courbet e divenne entusiasta ammiratore della sua opera.
Al realismo del pittore francese sono legate le sue opere migliori come La sorella (Winterthur, Collezione Reinhart) e Frutteto (Francoforte, Collezione Nathan).
Dal 1874 fece alcuni viaggi in Italia (altri furono nel 1880, 1887, 1892), dove studiò la pittura del XV secolo e subì l'influenza di Hans von Marées e di Arnold Böcklin, influenza che lo porterà nella maturità ad ambizioni simbolistiche e ad opere di scarso rilievo, come Gli arcieri e Il custode della valle (Karlsruhe, Galleria di Stato). 
In Alto Adige alcuni suoi paesaggi furono presi come base per delle incisioni su legno da parte di Louis Eysen, pittore in vita sconosciuto, la cui fama postuma fu dovuta anche all'interessamento del Thoma, che ne organizzò alcune esposizioni a Merano.
Nel 1899 fu a Karlsruhe, direttore della galleria locale e professore all'Accademia delle Belle Arti. Da questo momento divenne pittore apprezzato, ma di scuola. 
I temi da lui preferiti furono le antiche leggende germaniche ed il paesaggio. Fra questi ultimi sono da annoverare: Paesaggio della Foresta Nera (Berlino, 1872) e Paesaggio del Taunus (Monaco, 1890), certamente i più validi della sua lunga attività. Da ricordare anche alcuni ritratti di familiari.

## Opere conservate in Musei e collezioni di rilievo
Una sua opera (Siesta) è conservata al Museo d'Orsay di Parigi.
Sono conservate alcune sue opere (Autoritratto, Il guardiano della valle e Idillio di primavera) presso le Collezioni d'arte statali di Dresda. A Francoforte sono presenti Eva in Paradiso e Vallata.
Molte altre opere sono conservate in due collezioni private a Liverpool.

## Galleria d'immagini

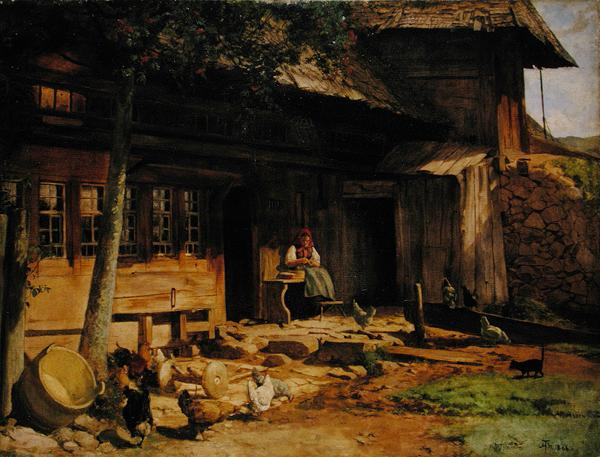
La casa di famiglia a Bernau (1866)
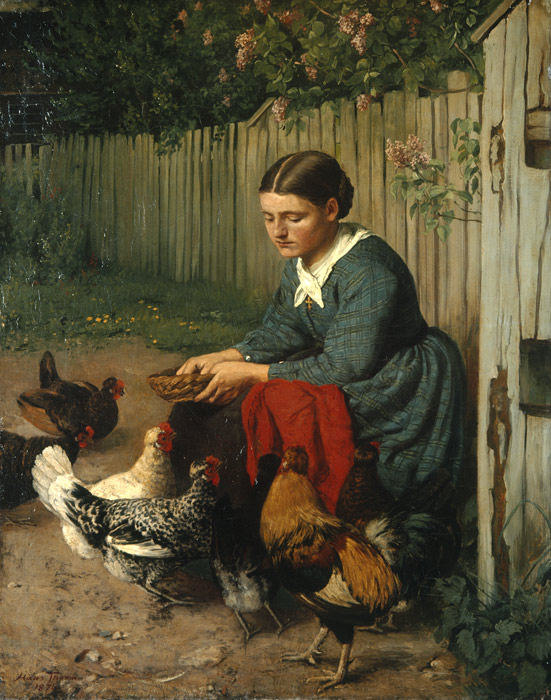
Ragazza con galline (1870)
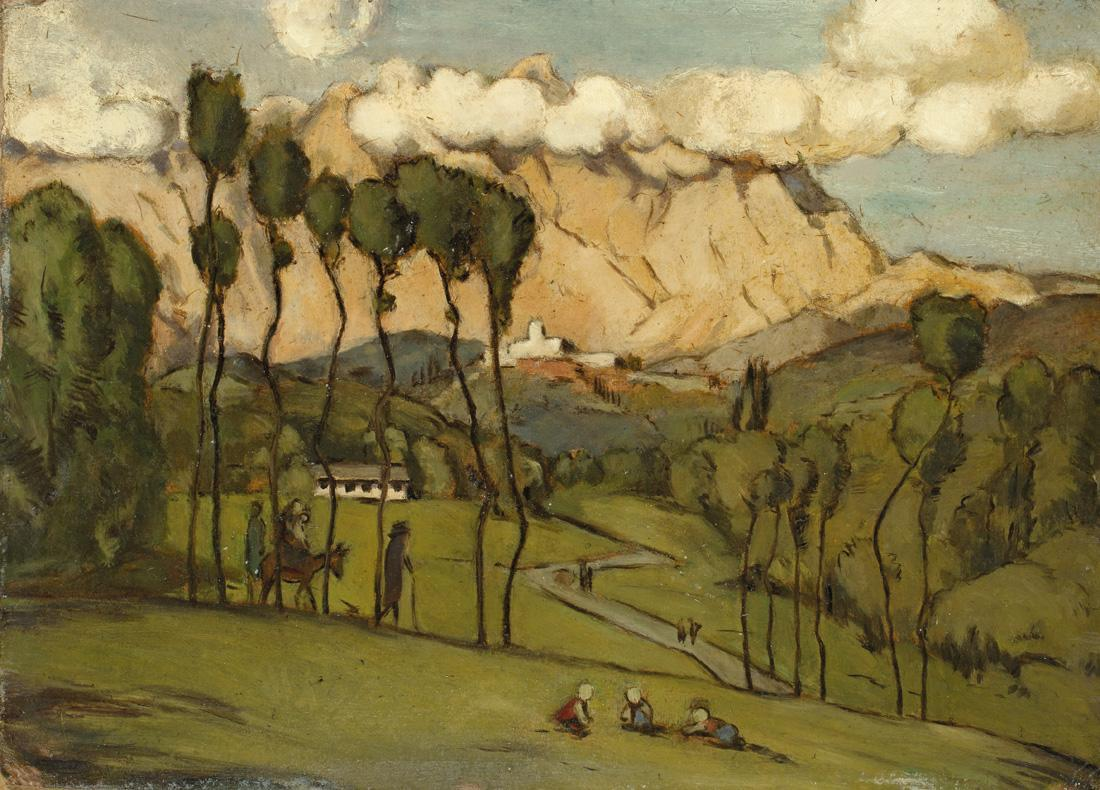
Le montagne di Carrara (data sconosciuta)
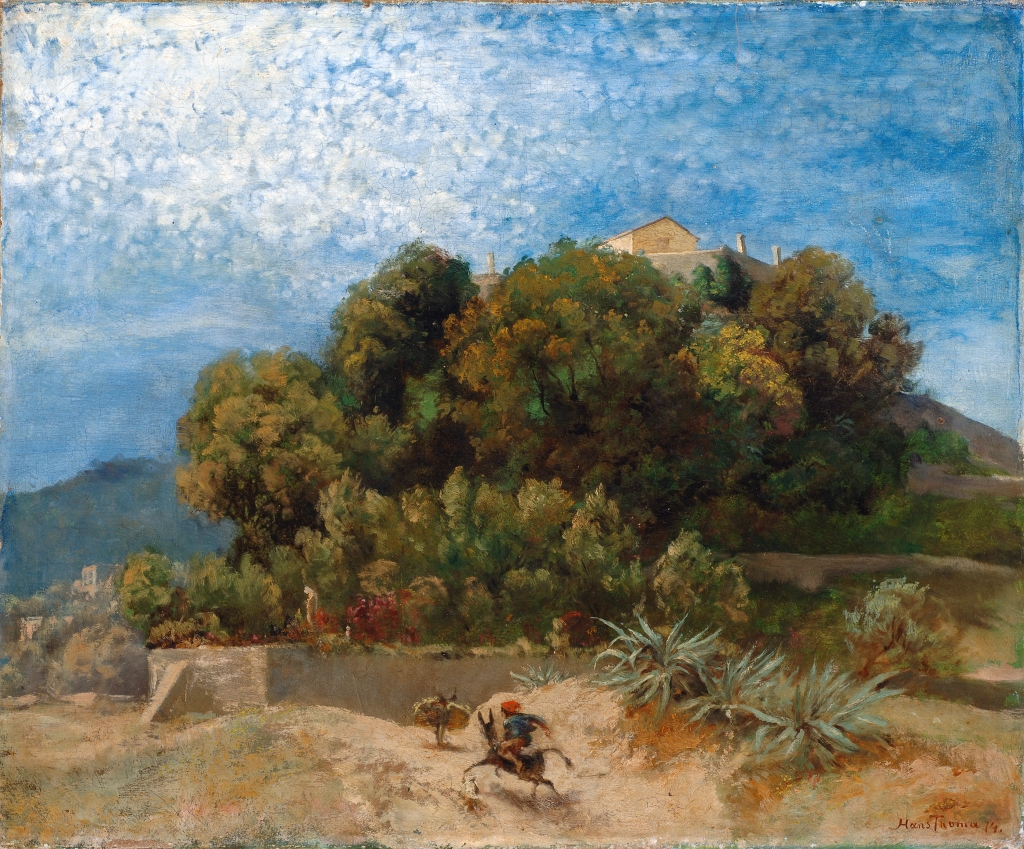
Paesaggio presso La Spezia (1874) Kunsthalle Mannheim
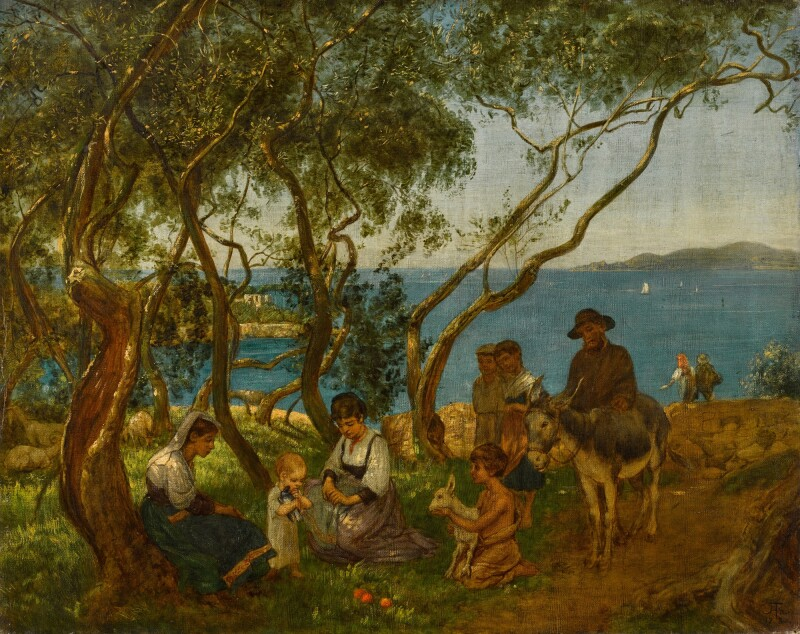
Paesaggio di Lerici verso Maralunga (1880)
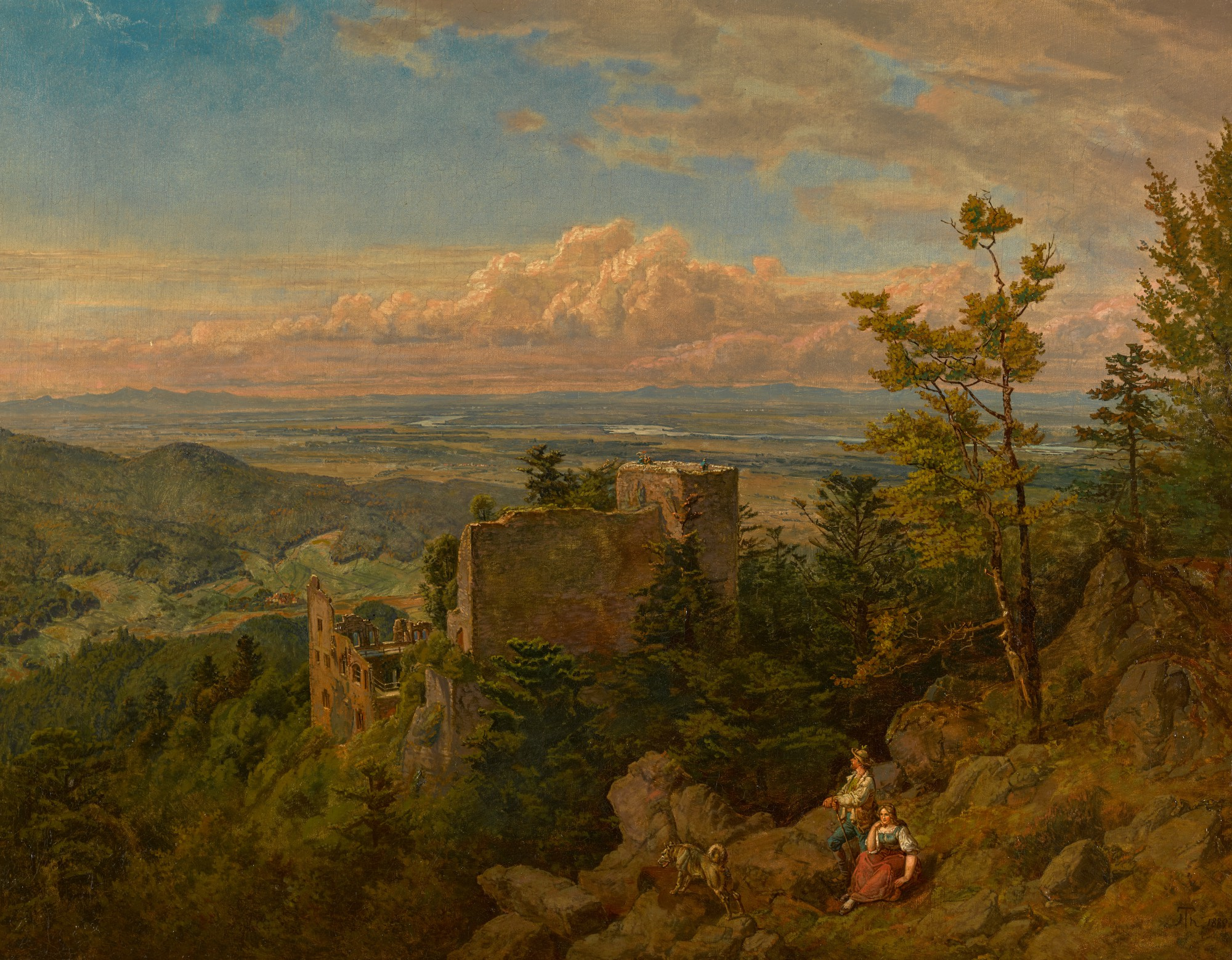
Veduta della valle del Reno (1889)
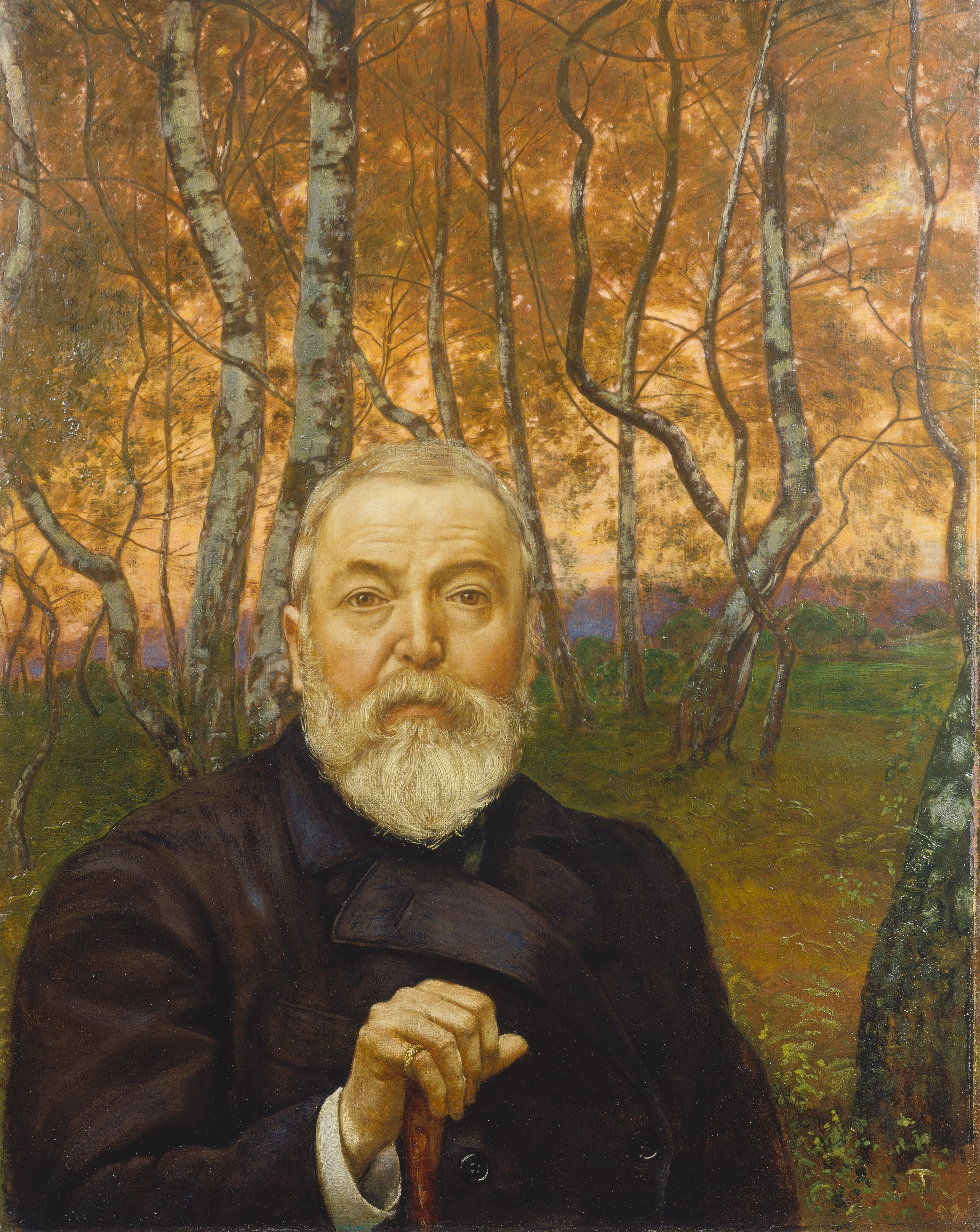
Autoritratto a Birch Grove (1899)